# Топоров Адріан Митрофанович
Адріан́ Митрофа́нович То́поров (рос. Адриан Митрофанович Топоров; 24 серпня (5 вересня) 1891, с. Стойло, Курська губернія, Російська імперія — 23 липня 1984, Миколаїв) — радянський письменник, літературний критик, публіцист, просвітник, вчитель, есперантист. Автор книги «Селяни про письменників» (1930).

## Біографія
А. М. Топоров народився в бідній селянській сім'ї в селі Стойло (з 1960-тих років в складі міста Старий Оскол). В 1908 году закінчив Каплинську другокласну вчительську школу (з 1954 року Бєлгородська область).
Просвітня робота Топорова почалась в Курської губернії, далі в Барнаулі і в алтайському селі Верх-Жиліно. В 1920 році він став організатором комуни «Майское утро», створив тут школу, бібліотеку, народний театр, краєзнавчий музей, хор та оркестр. Делегат Першого Всесоюзного з'їзду вчителів (1925), один із найкращих сількорів СРСР. Через заборону місцевої влади на працевлаштування в 1932 году переїхав до Очеру (Пермський край), далі в Раменське (Московська область).
В 1937 році Топорова заарештовано за брехливим звинуваченням (стаття 58 Кримінального кодексу РРФСР), відбував покарання у виправно-трудових таборах ГУЛАГа, був у засланні в Татарії та в Казахстані. Реабілітований в 1958 році.
У 1949 році оселився в Миколаєві, де продовжував займатися літературною і громадською діяльністю. Цей період часу виявився найбільш плідним у житті А. М. Топорова. В Миколаєві почалася його творча дружба з філологом Т. К. Пересунько, поетом Е. І. Январьовим, художником А. Д. Антонюком та іншими людьми. Він створив тут декількох книжок, підручників та багато статей для центральної, української та місцевої преси. Топоров відкрив для миколаївців (або доповнив знання про них) імена композитора та етнографа М. М. Аркаса, вчених В. Н. Каразіна, З. А. Аркаса, громадського діяча Г. М. Ге та інших. Його ім'я стало знову популярним в 1961 році, коли в космос полетів Титов Г. С., Почесний громадянин м. Миколаєва (21 жовтня 1967 року), який назвав його «духовним дідом» (батьки космонавта були учнями Топорова в комуні «Майское утро»). Адріан Топоров прожив у Миколаєві 35 років — з 1949 до самої смерті. Похований в почесному секторі міського Мішково-Погорілівського кладовища.
В 2000 році мешканцями Миколаєва А. М. Топорова визнано одним із десяти найбільш визначних громадян міста усього XX століття..

## Творчість
З 1920 по 1932 роки Топоров читав комунарам «Майского утра» твори зарубіжних и радянських письменників.
Їх обговорювали, про них сперечались. На підставі цього матеріалу Топоров написав книгу «Селяни про письменників» (1930), після чого ім'я її автора стало відомим в СРСР і за його кордонами (США, Австралія, Швейцарія, Польща и т. д.). Вихід книги в різні роки привітали Максим Горький, Вересаєв В. В., Зазубрін В. Я., Вяткін Г. О., Пермітін Е. М., Луначарський А. В., Рубакін М. А., Твардовський О. Т., Ісаковський М. В., Залигін С. П., Ігрунов М. С., Сухомлинський В. О. та інші. В той же час частина письменників і літературних критиків її не прийняли.
Топоров — автор книг: «Спогади» (1970, 2010, 2021), «Я — вчитель», «Один раз і на всю життя» (1980), «Мозаїка» (1985, 2013, 2021), «Мозаїка-2» (2020) та інші.

## Пам'ять

Меморіальна дошка на честь Топорова А. М., Миколаїв (9 жовтня 2009)

- Меморіальна дошка на честь Топорова А. М., Миколаїв (9 жовтня 2009)Ім'я Топорова згадується в енциклопедіях, словниках, про нього написано багато книг, статей, знято кінофільми.
- Особисті фонди Топорова є в Інституті світової літератури імені О. М. Горького РАН, державних архівах Бєлгорода, Старого Осколу, Новосибірська, Барнаула, Миколаєва, в музеях Москви, Санкт-Петербургу, Бєлгорода, Старого Осколу, Тули, Омська, Миколаєва, Алтайського краю і Пермського краю.
- В Барнаулі, алтайському селі Верх-Жиліно та Миколаєві на честь Топорова відкрито меморіальні дошки.
- Іменем Топорова названо вулицю в районному центрі Косиха (Алтайський край), бібліотеку в Старому Осколі, Алтайський інститут розвитку освіти. — http://www.akipkro.ru/allnews/16848-akipkro-poluchil-novoe-imya.html
- Топоровські читання запроваджуються в Бєлгороді, Миколаєві та в Алтайському краї.
- В кількох педагогічних навчальних закладах України і Росії вивчається досвід вчительської діяльності Топорова, а школа комуни «Майское утро» іноді порівнювається з яснополянською школою Толстого Л. М.: Нуйкин А. А. Страсти по Макаренко // Народное образование. — 2002. — № 5. — С. 157—160.
- У липні 2019 року Алтайський крайовий інститут підвищення кваліфікації працівників освіти перейменований в Алтайський інститут розвитку освіти імені Адріана Митрофановича Топорова (АІРО ім. А. М. Топорова). — https://web.archive.org/web/20190711073040/http://www.akipkro.ru/allnews/16848-akipkro-poluchil-novoe-imya.html
- Інститут світової літератури імені А. М. Горького РАН у грудні 2020 року провів Міжнародну наукову конференцію «Читач в російському літературному процесі ХХ століття. До 90-річчя виходу книги А. М. Топорова „Селяни про письменників“». — http://imli.ru/konferentsii/anonsy/4083-nauchnaya-konferentsiya-chitatel-v-russkom-literaturnom-protsesse-khkh-veka-k-90-letiyu-vykhoda-knigi-a-m-toporova-krestyane-o-pisatelya

## Висловлення про Топорова А. М
- Аграновський А. А., письменник, журналіст: «Не тим прославився Адріан Топоров, що одного разу бачився з космонавтом, і адже не тим, що навчав його батьків, — це все випадок, якого могло і не бути. Топоров сам по собі величина, величезне культурне явище».[4].
- Аграновський А. Д., журналіст: «Бєлінські в лаптях! Незвичайно, але факт. В сибірській глухомані є хуторок, мешканці якого прочитали величезну частину зарубіжної і російської класичної та новітньої літератури. Не тільки прочитали, але і мають про кожну книгу думку, розуміють літературні течії, сердито лають одних авторів, одних книг, відкидають їх, як непотрібне шкідливе сміття, та палко підносять і вихваляють других авторів, одним словом, вони є не тільки активними читачами, але і суворими критиками і цілувальниками».(Про книгу А. М. Топорова «Селяни про письменників»).[5].
- Вересаєв В. В., письменник: «Справа ця небачена і цікава. Я, принаймні, не знаю подібного експерименту зі всієї російської і зарубіжної літератури… Неодмінно продовжуйте. Це справжній безсторонній суд над нашим братом». (Про книгу А. М. Топорова «Селяни про письменників»).[6].
- Глотов В. В., публіцист: «Коли минуть десятиріччя, ми зможемо із впевненістю сказати: в особі Топорова ми мали насправді першого радянського просвітника, причому такого масштабу, перевершити який не вдалось нікому».[7].
- Максим Горький: "Надішліть мені Вашу книгу «Два світи»; дуже інтересну бесіду про неї я читав, захлинаючись від задоволення. (Про книгу А. М. Топорова «Селяни про письменників» — із листа письменнику В. Я. Зазубріну).[8]. «Цю книгу було прочитано в Сибіру перед зборами робітників і селян. Думки, зібрані про неї, стенографічно занотовані та опубліковані в журналі „Сибірські вогні“. Це дуже цінні думки, це справжній „голос народу“». (Про книгу А. М. Топорова «Селяни про письменників» — з передмови до п'ятого видання роману В. Я. Зазубріна «Два світи»).[9].

Пам'ятний напис поета Твардовського О. Т. письменнику Топорову А. М. на книзі «Василь Тьоркін», 1964

- Пам'ятний напис поета Твардовського О. Т. письменнику Топорову А. М. на книзі «Василь Тьоркін», 1964Зазубрін В. Я., письменник: «Мені стало відомо, що Максим Горький висунув Вас на посаду одного з редакторів літ.-худ. журналу для колгоспників. Днями Ви отримаєте пропозицію — приїхати до Москви для переговорів. Раджу прийняти цю пропозицію. Олек[сій] М[аксимович] дуже Вас цінує і хоче з Вами познайомитися, щоб надати Вам більшого простору для продовження Ваших занять».[10].
- Залигін С. П., письменник, громадський діяч: «Це дивовижна книга! Тримаєш її в руках, як скарб, як джерело людських цінностей, як пам'ятник. Вся її історія — цілком реальні факти і ознаки нашого життя, що переплелися тут так, ніби хтось мав за мету здивувати і вразити вас». (Про книгу А. М. Топорова «Селяни про письменників»).[11].
- Ігрунов М. С., письменник, громадський діяч: «Є така притча. Сократа, що йшов з учнем, зустрічає повія. „Ось ти, — звертається вона до нього, — змарнував роки, щоби він пішов за тобою, а мені потрібно тільки поманити його, та він піде за мною“. — „Що ж тут дивовижного? — сказав мудрець. — Ти кличеш його до низу, а я — до верху“. Топоров знав, що робив: він кликав народ до верху! І в цьому всім нам наука»[12].
- Ісаковський М. В., поет: «Книгу Вашу я знаю давно. Продовжувати те, що Ви почали, продовжувати нехай в трохи іншій формі, але все-таки продовжувати, — як я розумію, конче необхідно. Та я сподіваюся, що продовжувачі знайдуться» (Про книгу А. М. Топорова «Селяни про письменників»).[13].
- Рубакін М. А., письменник і вчений-бібліограф: «Ваша чудова книга особливо цінна її внутрішньою чесністю. Тому вона і особливо повчальна. Вона відкриє очі для багатьох та багатьох на справжню роль і значення та на соціальне призначення літератури… З кожною сторінкою Вашої книги так и пре так і сіяє Ваша любов до людини, до читача, та і їх любов і довір'я до Вас просто-таки зачаровують». (Про книгу А. М. Топорова «Селяни про письменників»).[14].
- Сухомлинський В. О., педагог, письменник: «Я добре пам'ятаю книгу А. М. Топорова по її передвоєнному виданню. Те, про що він розповів в своїй книжці і що робив в своєму селі, завжди здавалися мені чудовим, незвичайним… Коли читаєш висловлювання селян про величезних майстрів, то відчуваєш дотик до правди, до життя… Сучасна сільська школа завжди була і є вогнищем думки, культури. Вчитель ніколи не може обмежуватися уроком. Справжній педагог є іскрою, яка запалює в людських серцях любов до прекрасного». (Про книгу А. М. Топорова «Селяни про письменників»).[15].
- Титов Г. С., космонавт: «Топоров — істинний вчитель, я б навіть міг сказати, просвітник в найвищому сенсі цього вислову. Його ім'я з дитинства було для мене пам'ятним — так часто говорили про нього в моєму рідному селі… Для мене Топоров и сьогодні залишається уособленням найкращих рис, які ми вкладаємо у високе поняття Вчитель».[16].
- Шеваров Д. Г., літератор: «Російський подвижник… Якщо б вийшла у світ енциклопедія з такою назвою, то вона не могла б обійтися без імені Адріана Митрофановича Топорова».[17].

## Цікаві факти
- Книга Топорова «Селяни про письменників» — перший та єдиний в світі досвід селянської критики художньої літератури.
- Топоров через його волелюбність був прийнятий в члени Спілки письменників СРСР лише у віці 88 років (1980).
- В 1964 році у листуванні з космонавтом Тітовим Г. С. Топоров напророкував велике майбутнє письменнику Солженіцину О. І.[18].
- У грудні 2017 року на сцені Томського обласного театру юного глядача відбулася прем'єра вистави «Селяни про письменників. Житіє вчителя в трьох діях» (автор — А. Топоров, режисер Дмитро Єгоров), присвяченого долі комуни «Травневий ранок» і самого Адріана Топорова[19].

## Твори
- Топоров А.М. Тяжелый путь: рассказ // Сибирь в художественной литературе. - М.; Л.: Гиз, 1927. - С. 281-286.
- Топоров А. М. Крестьяне о писателях. — 1-е издание, М. : Госиздат, 1930.
- Топоров А. М. Материалы по занимательной грамматике // Русский язык в школе, 1952. — № 1.
- Топоров А. М. Занимательный задачник. / Сборник статей из опыта работы учителей «На уроке и после урока». — М.: Государственное учебно-педагогическое издательство Министерства просвещения РСФСР, 1962.
- Топоров А. М. Крестьяне о писателях. — 2-е изд., доп.и перераб. — Новосибирск: Книжное издательство, 1963.
- Топоров А. М. Крестьяне о писателях. — 3-е изд. — М. : Советская Россия, 1967.
- Топоров А. М. Крестьяне о писателях. — 4-е изд. — М. : Советская Россия, 1968.
- Топоров А. М. Воспоминания. — Барнаул: Алтайское книжное издательство, 1970.
- Топоров А. М. Однажды и на всю жизнь // Октябрь, 1980. — № 3. — С. 165—191.
- Топоров А. М. Я — учитель. — М. : Детская литература, 1980.
- Топоров А. М. Крестьяне о писателях. — 5-е изд. — М. : Книга, 1982.
- Топоров А. М. Мозаика: из жизни писателей, художников, композиторов, артистов, ученых. — Киев : Дніпро, 1985.
- Топоров А. М. Я — из Стойла (главы из автобиографических записок) / А. М. Топоров // Реабілітовані історією. Кн. 4. Миколаївська область. — К. ; Миколаїв, 2008. — С. 539—548.
- Топоров А. М. Я — из Стойла // Сибирские огни, 2008. — № 8. — С. 165—181.
- Топоров А. М. Зоил сермяжный и посконный. Опыты крестьянской литературной критики // Русская жизнь, 2009. — № 10, 11-12.
- Топоров А. М. Воспоминания, статьи, письма. — Барнаул: Алтайский дом печати, 2010.
- Топоров А. М. Я — из Стойла. Отрывки из книги // Простор, 2010. — № 10. — С. 178—182.
- Топоров А. М. Из воспоминаний // Глаголь добро. Социально-гуманитарный альманах научно-педагогической библиотеки г. Николаева. — Николаев, 2011. — С. 98 — 100.
- Топоров А. М. Автобиографические записки // Аргамак-Татарстан, 2011. — № 1(6). — С. 192—208.
- Топоров А. М. Я снова вышел в люди. Отрывки из воспоминаний // Бийский вестник, 2011. — № 4. — С. 124—131.
- Топоров А. М. Мой университет. Из воспоминаний // Ковчег, 2012. — № 34. — С. 249—254.
- Топоров А. М. Неопубликованная глава из книги «Крестьяне о писателях» // Звезда, 2013. — № 4.
- Топоров А. М. Большой террор // Соборная улица, 2013. — № 1. — С. 101—109.
- Топоров А. М. Мозаика // Ковчег, 2013. — № XL. — С. 226—232.
- Топоров А. М., Топоров И. Г. Четыре истории долгого века // Простор, 2013. — № 7. — С. 123—135.
- Топоров А. М. Мозаика: из жизни писателей, художников, композиторов, артистов, ученых. — М. : Нобель-пресс, 2013.
- Топоров А. М. Крестьяне о Бабеле. Публикация и предисловие Топорова И. Г. // Семь искусств, 2013. — № 11.
- Топоров А. М. Неопубликованная глава из книги «Крестьяне о писателях» // Звезда, 2013. — № 4. — С. 94-97.
- Топоров А. М. Воспоминания об Алтае // Алтай, 2014. — № 1. — С. 126—152.
- Топоров А. М. Воспоминания об Алтае // Алтай, 2014. — № 2. — С. 115—144.
- Топоров А. М. Воспоминания об Алтае // Алтай, 2014. — № 3. — С. 126—143.
- Топоров А. М. Как я учил писать школьников сочинения по методу наблюдений // Искусство в школе, 2014. — № 1. — С. 4-10.
- Топоров А. М. Из воспоминаний // Сибирские огни, 2014. — № 6.
- Топоров А. М. Из воспоминаний. Публикация и предисловие Игоря Топорова // Заметки по еврейской истории, 2014. — № 3.
- Топоров А. М. Крестьяне о писателях. — Белгород: Константа, 2014. — 300 С.
- Топоров А. М. Первый и единственный // Литературная учеба, 2015. — № 2.
- Топоров А. М. Мозаика 2 / Мастерская, 2015. — № 6.
- Топоров А. М. Интересное это занятие — жить на земле!: воспоминания. — Барнаул: Алтайский дом печати, 2015. — 394 С.
- Топоров А. М. Крестьяне о писателях. — М. : Common Place, 2016. — 334 С.
- Топоров А. М. Фарт // Дружба народов, 2016. — № 9. — С. 210—214.
- Топоров А. М. Мозаика-2: из жизни властителей, полководцев, государственных и общественных деятелей. — Издательские решения, 2020. — 154 с.
- Топоров А. М. Мозаика: Из жизни писателей, художников, композиторов, артистов, ученых. — Издательские решения, 2021. — 340 с.
- Топоров А. М. Воспоминания. — Издательские решения, 2021. — 174 с.
- Топоров А. М. Фарт. Журнальные и иные публикации разных лет. — Издательские решения, 2021. — 354 с.